# Науя-Пашамине
Науя-Пашамине (лит. Nauja Pašaminė) — село в восточной части Литвы. Входит в состав Швенченеляйского староства Швянчёнского района. По данным переписи 2011 года, постоянное население в селе отсутствовало.

## География
Село Науя-Пашамине находится в северной части района. Расположено в 11,5 километрах к северо-западу от Швенчёниса (центр района) и в 9 километрах от Швенчёнеляя (центр староства). Ближайшие населённые пункты: Науйи-Шаминяй и Пашамине.

## История
С 1793 года после второго раздела Речи Посполитой Науя-Пашамине (Nowy Poszumień), как и вся Вилейщина, входила в состав Российской империи, Виленской губернии.
В 1921 — 1945 гг. деревня в составе Польской Республики Виленского воеводства.

## Население
| 1905                           | 1931 | 1959 | 1970 | 1979 | 1989 | 2001 | 2011 |
| ------------------------------ | ---- | ---- | ---- | ---- | ---- | ---- | ---- |
| 2                              | 6    | 2    | 4    | 3    | 2    | 2    | 0    |
| Гистограмма динамики населения |      |      |      |      |      |      |      |